# Malarina masseyensis
Espèce
Malarina masseyensis est une espèce d'araignées aranéomorphes de la famille des Stiphidiidae.

## Distribution
Cette espèce est endémique du Queensland en Australie. Elle se rencontre dans les monts Massey et Bellenden Ker.

## Description
La carapace de la femelle holotype mesure 2,1 mm de long sur 1,5 mm de large, son abdomen 2,3 mm de long. La carapace du mâle paratype mesure 1,9 mm de long sur 1,2 mm de large, son abdomen 2,0 mm de long.

## Étymologie
Son nom d'espèce, composé de massey et du suffixe latin -ensis, « qui vit dans, qui habite », lui a été donné en référence au lieu de sa découverte, les monts Massey.

## Publication originale
- Davies & Lambkin, 2000 : Malarina, a new spider genus (Araneae: Amaurobioidea: Kababinae) from the wet tropics of Queensland, Australia. Memoirs of the Queensland Museum, vol. 45, p. 273-283 (texte intégral).